# GNU bison
GNU bison (usualment conegut com a Bison) és un analitzador sintàctic de propòsit general que forma part del Projecte GNU disponible per a pràcticament tots els sistemes operatius.
Bison converteix la descripció formal d'un llenguatge, escrita com una gramàtica lliure de context (LALR), en un programa en C, C++, o Java que realitza anàlisi sintàctica. És utilitzat per crear analitzadors per a molts llenguatges, des de simples calculadores fins llenguatges complexos. Per utilitzar Bison, és necessària experiència amb la sintaxi usada per descriure gramàtiques.
GNU bison té compatibilitat amb Yacc: totes les gramàtiques ben escrites per Yacc, funcionen en Bison sense necessitat de ser modificades. Qualsevol persona que estigui familiaritzada amb Yacc podria utilitzar Bison sense problemes.
Bison va ser escrit al principi per Robert Corbett; Richard Stallman ho va fer compatible amb Yacc i Wilfred Hansen de la Carnegie Mellon University va afegir suport per literals multicaràcter i altres característiques.